# Shining Force III
Shining Force III es un videojuego táctico de rol lanzado para la Sega Saturn. En Japón, Shining Force III fue un videojuego episódico de tres discos - Escenario 1, Escenario 2 y Escenario 3 - lanzados a fines de 1997 y 1998. Cada escenario utiliza las mismas mecánicas principales, pero sigue la perspectiva de un personaje diferente de la narrativa general en un mismo mundo. En Norteamérica y Europa, solo la primera entrega, Escenario 1, fue traducida al inglés, y fue titulada simplemente como Shining Force III en su lanzamiento a mediados de 1998.
El título fue el último de la larga serie Shining en ser desarrollado por Camelot Software Planning, y el último en ser desarrollado para hardware de Sega, ya que la serie haría una pausa hasta mediados de los 2000 tras la salida de Sega de la industria de hardware. El juego fue bien recibido, aunque con ventas relativamente limitadas por su lanzamiento tarde en la vida de la Saturn. No ha sido relanzado, pero se han producido traducciones independientes de los Escenarios 2 y 3.

## Jugabilidad
Como los juegos previos de Shining Force, este título es un videojuego táctico de rol por turnos. Las batallas transcurren en cuadrículas, con cada unidad ocupando un cuadrado. Estas unidades pueden moverse una cantidad fija de cuadrados en el campo de batalla, determinada por el atributo de Movimiento de cada una. Dependiendo de su ubicación relativa a enemigos y aliados, una unidad también puede realizar una acción: atacar, lanzar un hechizo, usar un ítem o investigar el área. Algunos comandos, como equipar o soltar ítems, no cuentan como acciones. El orden de los turnos está determinado por el atributo de Agilidad de la unidad y una semilla aleatoria.
Como en un RPG típico, las unidades se fortalecerán al luchar contra los enemigos o realizando otras acciones en batalla, como sanar aliados. Estas acciones le otorgan puntos de experiencia (EXP) a la unidad, que le permiten ganar niveles.
Cada personaje tiene una clase, que le define un cierto conjunto de habilidades y determina los hechizos y equipamientos a los que puede acceder. Un personaje puede ser promovido a otra clase en cualquier nivel entre 10 o 20. Tras una promoción el nivel del personaje vuelve a ser 1 y los atributos se reducen en una cantidad fija, pero empezarán más altos si el personaje es promovido en un nivel mayor.
Los objetivos en batalla son bastante simples: matar a todos los enemigos, matar al líder enemigo, o avanzar hasta un pueblo o punto de referencia. El equipo enemigo gana si matan al líder del jugador (Synbios en Escenario 1, Príncipe Medion en Escenario 2 y Julian en Escenario 3), o si el jugador elige escapar de la batalla lanzando el hechizo Regreso. Incluso si el ejército del jugador es derrotado, el jugador puede curar a los aliados y reintentar la batalla. El ejército retiene los puntos de experiencia ganados, independientemente del resultado de la batalla. Por lo tanto, no existe un game over, y el equipo del jugador se fortalece incluso al ser derrotado, aunque la muerte del líder hará que el jugador pierda la mitad de su dinero.
Los personajes que luchen juntos desarrollarán amistades más fuertes, lo que hará que sus atributos en batalla se fortalezcan mientras estén juntos.
Shining Force III también posee un modo exploración que ocurre fuera de las batallas. Este modo de jugabilidad es esencial en un RPG de estilo japonés, como en Final Fantasy y Dragon Quest, pero no tiene laberintos y contiene pocos puzles para resolver. En este modo, el ejército del jugador es representado por su líder, quien puede pasear, interactuar con la gente, encontrar tesoros, comprar equipamiento e ítems, equipar al ejército y elegir qué miembros del ejército participarán en la batalla.

## Trama
El Escenario 1 sigue la historia de Synbios, un joven lord de la República de Aspinia. Aspinia solía ser parte del Imperio de Destonia, pero se separó tras una guerra de independencia encabezada por los nobles de mentalidad democrática. Ellos se opusieron a las políticas totalitarias del Emperador Domaric, quien privó de sus derechos a mucha gente, creando una gran disparidad entre los ricos y los pobres. Tras la separación, aún se presentan tensiones entre Aspinia y Destonia, como conflictos fronterizos ocasionales. Al comienzo del juego, Synbios es parte de la fuerza militar que representa a Aspinia en una conferencia de paz en la ciudad neutral de Saraband. Por culpa de la manipulación por fuerzas externas - más adelante se descubre que están conectadas a un culto religioso conocido como la «Secta Bulzome» - se desata nuevamente una guerra entre Aspinia y Destonia. Gran parte de la historia del juego cubre este conflicto mientras Synbios y su equipo luchan contra la Secta Bulzome. A lo largo del juego, Synbios tiene encuentros periódicos con Medion, el príncipe más joven de Destonia, quien también conoce la verdad tras la guerra. Aunque se encuentren en lados opuestos de la guerra, los dos trabajan juntos para identificar la verdadera amenaza.
El Escenario 2 sigue la historia de Medion, Príncipe de Destonia, y el más joven de los tres hijos de Domaric. A pesar de ser fiel a su padre y a su país, él siente que hay otras fuerzas trabajando detrás de las tensiones entre Aspinia y Destonia. Él asiste a la conferencia en Saraband en nombre de Destonia, junto a sus hermanos Arrawnt y Mageron. Como se descubre en Escenario 1, gran parte de esta influencia viene de la Secta Bulzome, al igual que facciones separatistas que colaboran dentro de Destonia y de Aspinia. Medion trabaja en paralelo con Synbios de Aspinia, a menudo eliminando amenazas propias de Aspinia para evitar que el ejército de Synbios luche contra sus compatriotas. Al final del juego, Medion se ve forzado a combatir contra Synbios cuando Julian logra detenerlos.
El Escenario 3 sigue la historia de Julian, un mercenario que aparece como personaje secundario tanto en el Escenario 1 como en el Escenario 2. Él es el verdadero personaje principal de Shining Force III. Su motivación inicial al comienzo de la historia es rastrear y matar a Galm, uno de los más poderosos miembros de los Vandals, por no decir el más poderoso. Los Vandals fueron una raza de seres poderosos que existieron hace más de 1000 años atrás. Julian cree que Galm asesinó a su padre y busca venganza. Julian se une a Synbios en medio de su búsqueda en el Escenario 1, pero tras un encuentro con Galm Julian cae en una cascada y es dado por muerto. Reaparece en el Escenario 2, despertando en una playa en medio de una batalla entre el ejército de Medion y la Secta Bulzome. Conociendo la relación entre la Secta y los Vandals, Julian acepta luchar junto a Medion. Cuando queda claro que la Secta planea asesinar a Gracia, un niño destinado a convertirse en un ser similar a dios llamado Innovator, Julian se encarga de protegerlo y ayudarlo a cumplir su destino. Finalmente, Julian lidera una coalición de tres grupos que consiste en los ejércitos de Synbios y de Medion, para participar en la batalla final contra Bulzome, un poderoso Vandal sellado hace mucho tiempo en otra dimensión, y el verdadero responsable de todo el conflicto.

## Desarrollo
El juego fue anunciado en agosto de 1997. Camelot distribuyó un software especial, Shining Force III Disco Premium, para los jugadores japoneses que presentaran pruebas de compra de la trilogía completa. El Disco Premium incluía arte conceptual, un visor de modelos de personajes, y batallas extras para jugar con datos importados de los Escenarios de Shining Force III. El Escenario 1 fue lanzado en Norteamérica y Europa bajo el título de Shining Force III con ediciones menores al guion que resolvieron el final abierto del juego original. Los Escenarios 2 y 3 nunca fueron lanzados fuera de Japón.

## Recepción
Next Generation reseñó el juego, dándole cuatro de cinco estrellas, y declaró que «es una valiosa mejora de una serie de juegos que ya se ha probado a sí misma». Next Generation reseñó el juego nuevamente, dándole cuatro de cinco estrellas, y declaró que «al igual que la propia Saturn, Shining Force III terminará siendo un esfuerzo que fue infraproducido, infravalorado, pero muy divertido».
Ashley Day de la revista Retro Gamer lo nombró su juego favorito de todos los tiempos.